# Ludwigsburg (stad)
Ludwigsburg is een plaats in de Duitse deelstaat Baden-Württemberg. Het is de Kreisstadt van de Landkreis Ludwigsburg. De stad telt 93.358 inwoners. De stad is genoemd naar hertog Everhard Lodewijk van Württemberg, die hier aan het begin van de 18e eeuw zijn residentie liet bouwen. Bij dit slot ontstond vervolgens de stad, die in 1718 stadsrechten kreeg. In vergelijking met andere Duitse steden bleef de stad relatief ongeschonden tijdens de Tweede Wereldoorlog.
In 1962 ontmoetten Konrad Adenauer, de bondskanselier van West-Duitsland, en Charles de Gaulle, de president van Frankrijk, elkaar in het kader van de vriendschap tussen Duitsland en Frankrijk in Ludwigsburg. Na een eeuw van oorlogen tussen beide landen stonden zij erbij stil, dat de betrekkingen tussen beide landen nu goed waren. 

## Geboren
- Georg Ernst von Sayn-Wittgenstein-Berleburg (1735-1792), generaal in koninklijke Franse dienst
- Arnold van Gennep (1873-1957), etnoloog, folklorist
- Hugo Sperrle (1885-1953), veldmaarschalk
- Hartmut Michel (1948), biochemicus en Nobelprijswinnaar (1988)
- Antonio Čolak (1993), Kroatisch-Duits voetballer

Ludwigsburg
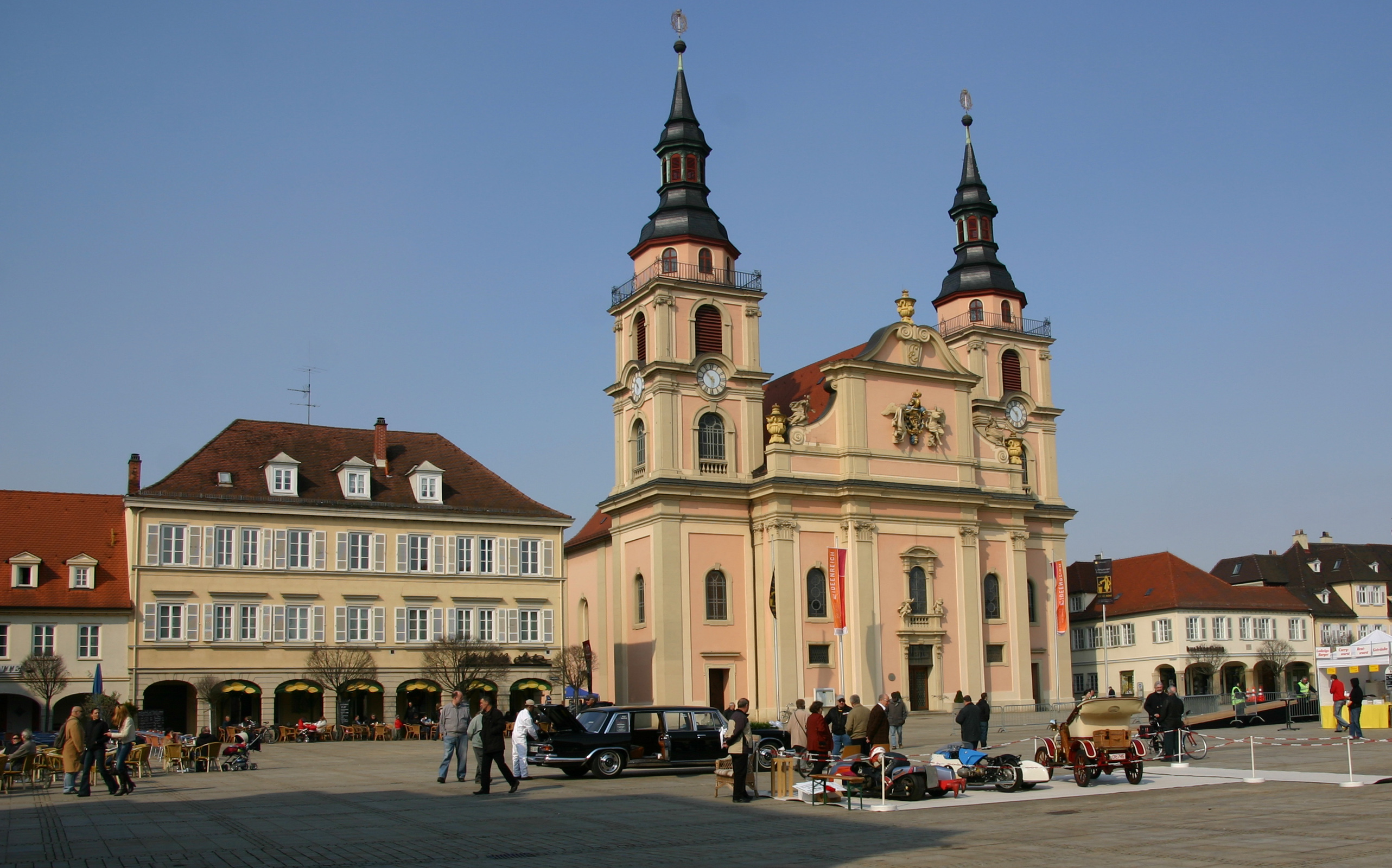
Evangelische stadskerk Ludwigsburg
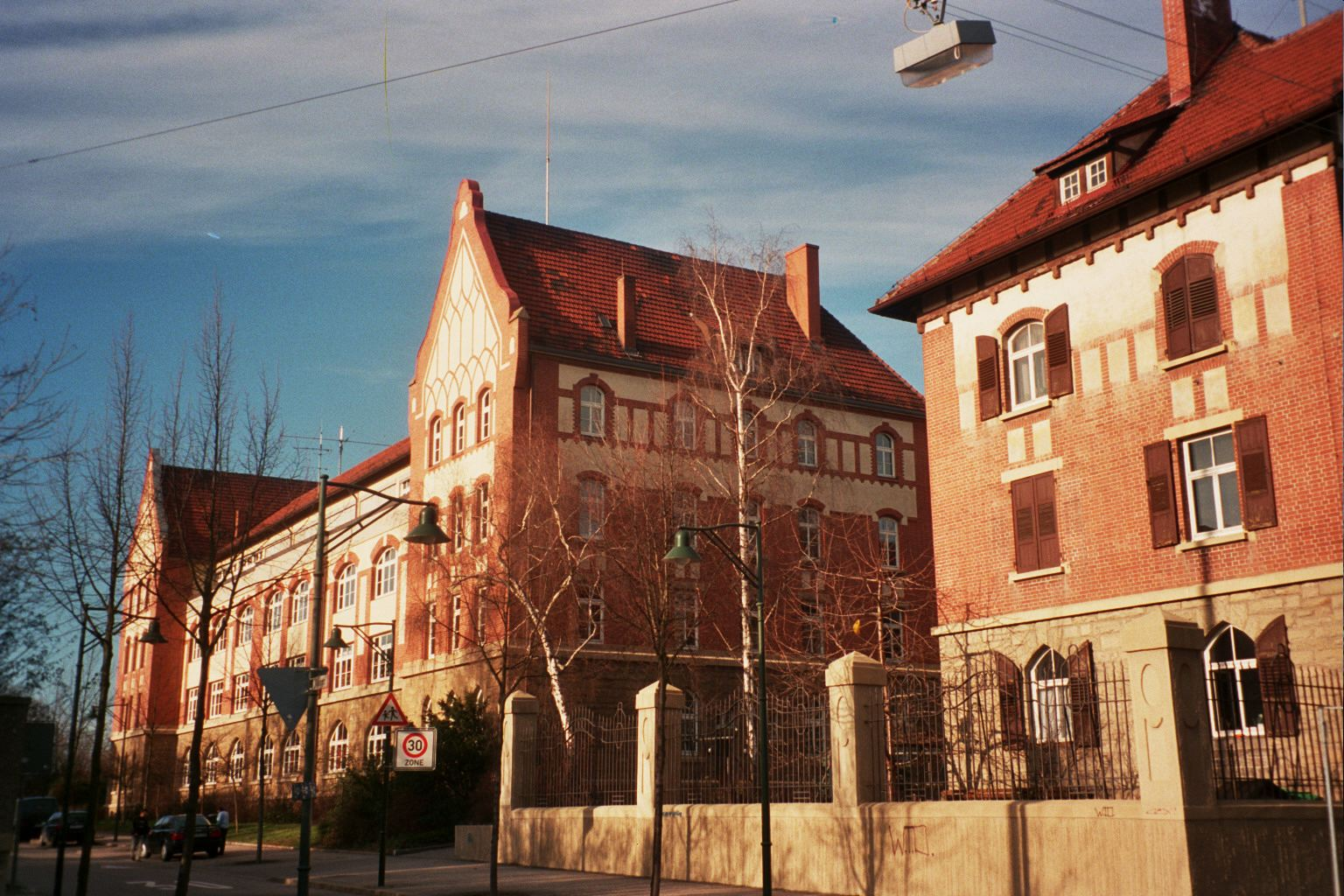
De Osterholzschule, de voormalige Olgakaserne
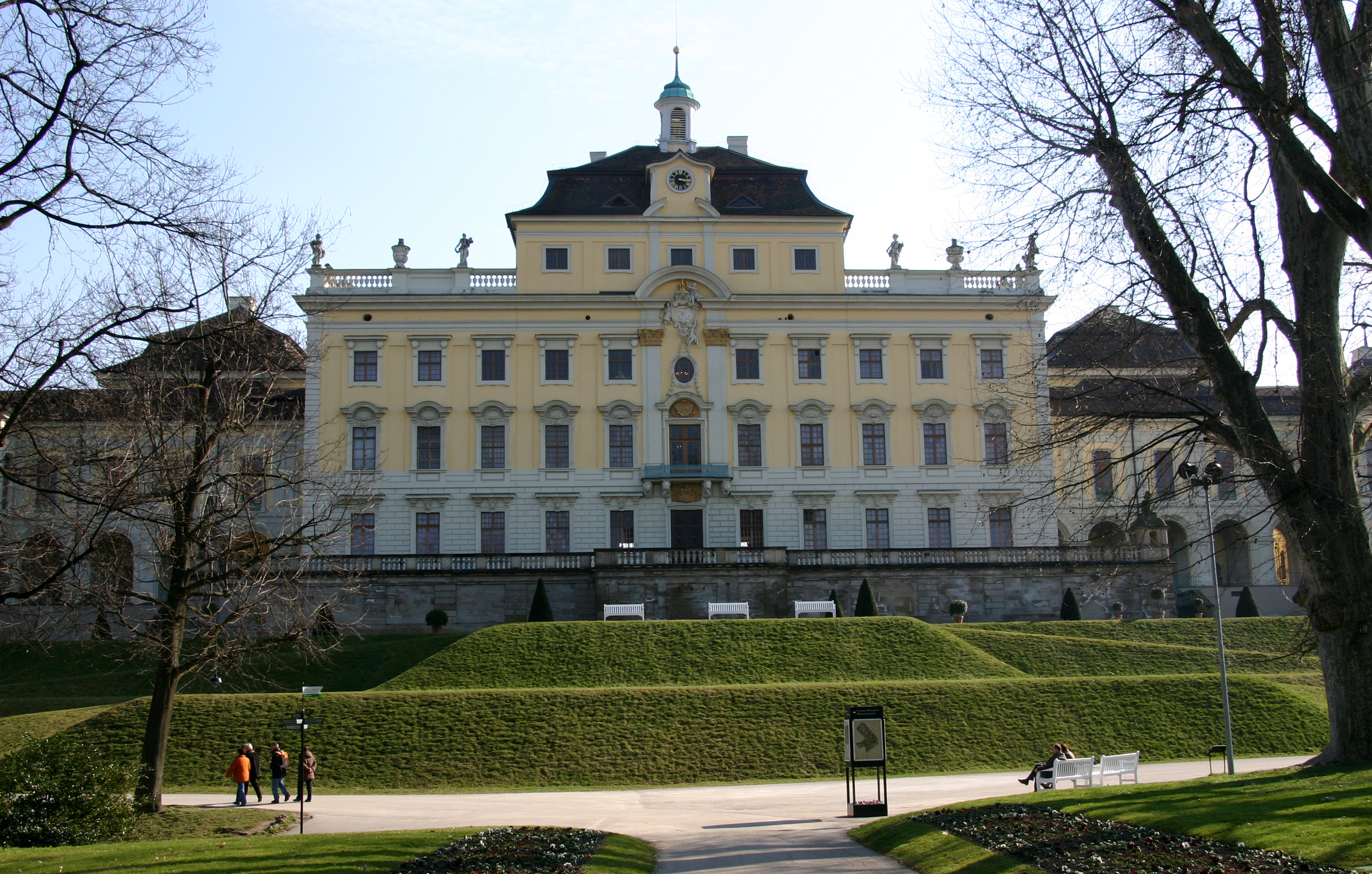
Paleis van Ludwigsburg
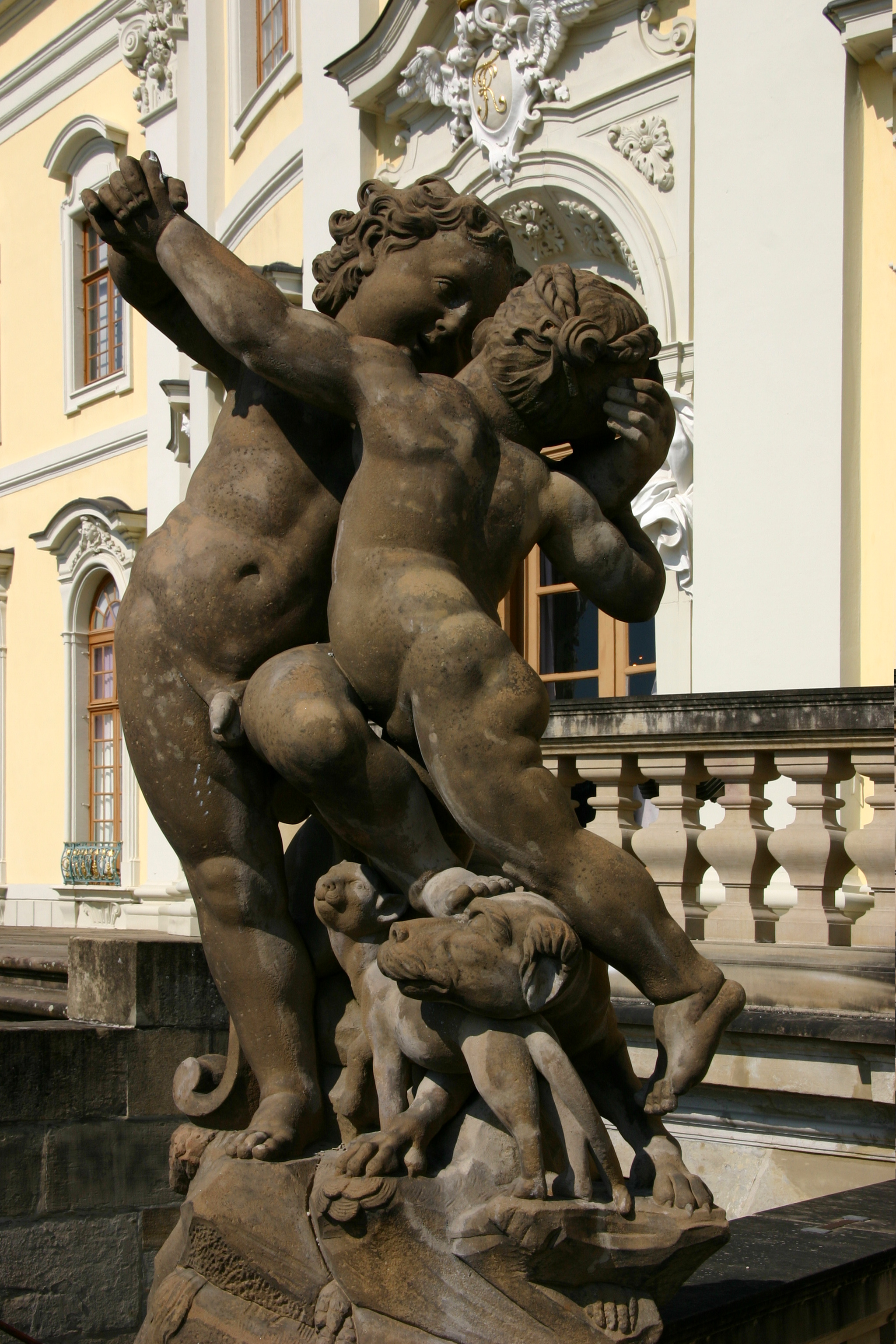
Paleis van Ludwigsburg
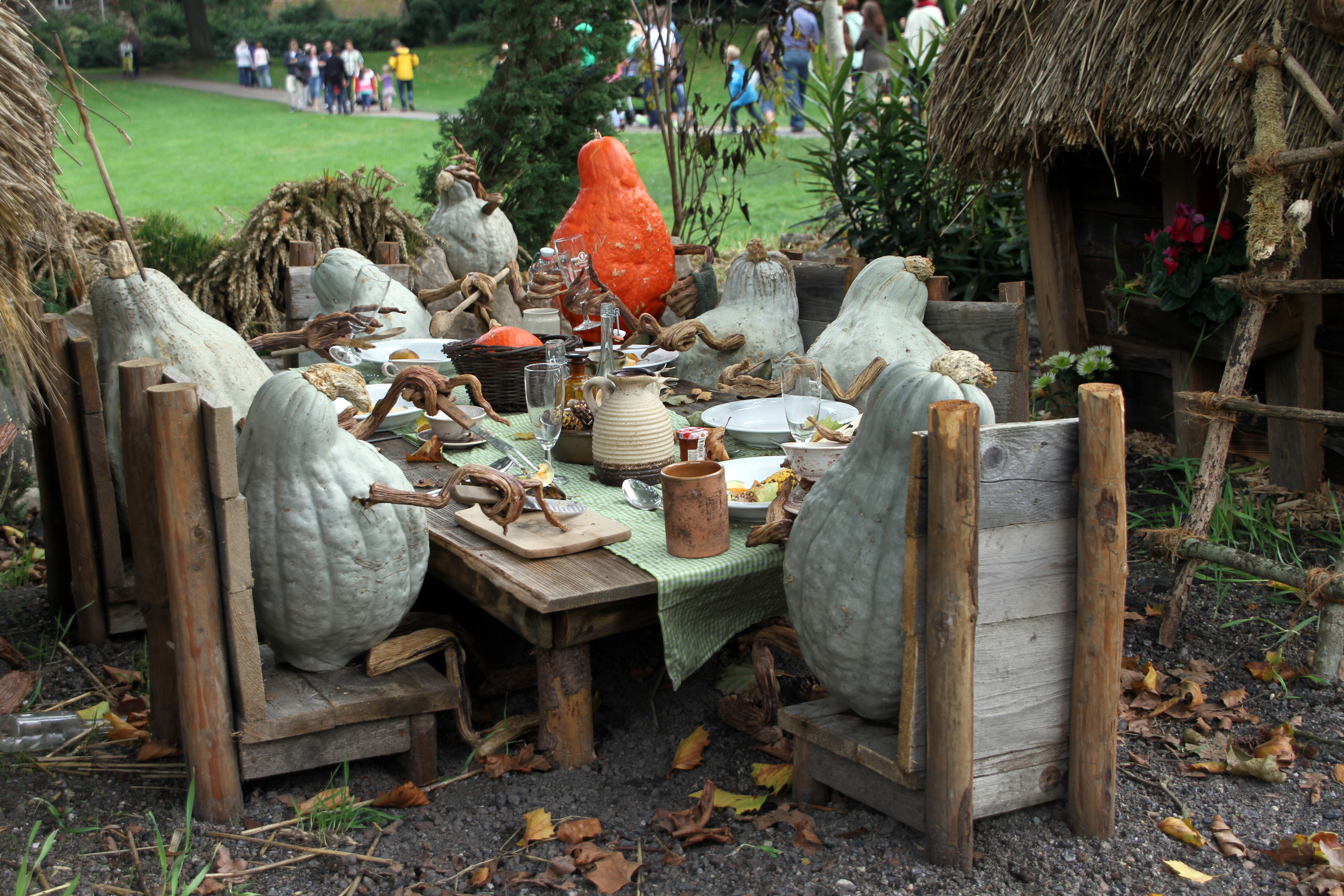
Festival van pompoenen
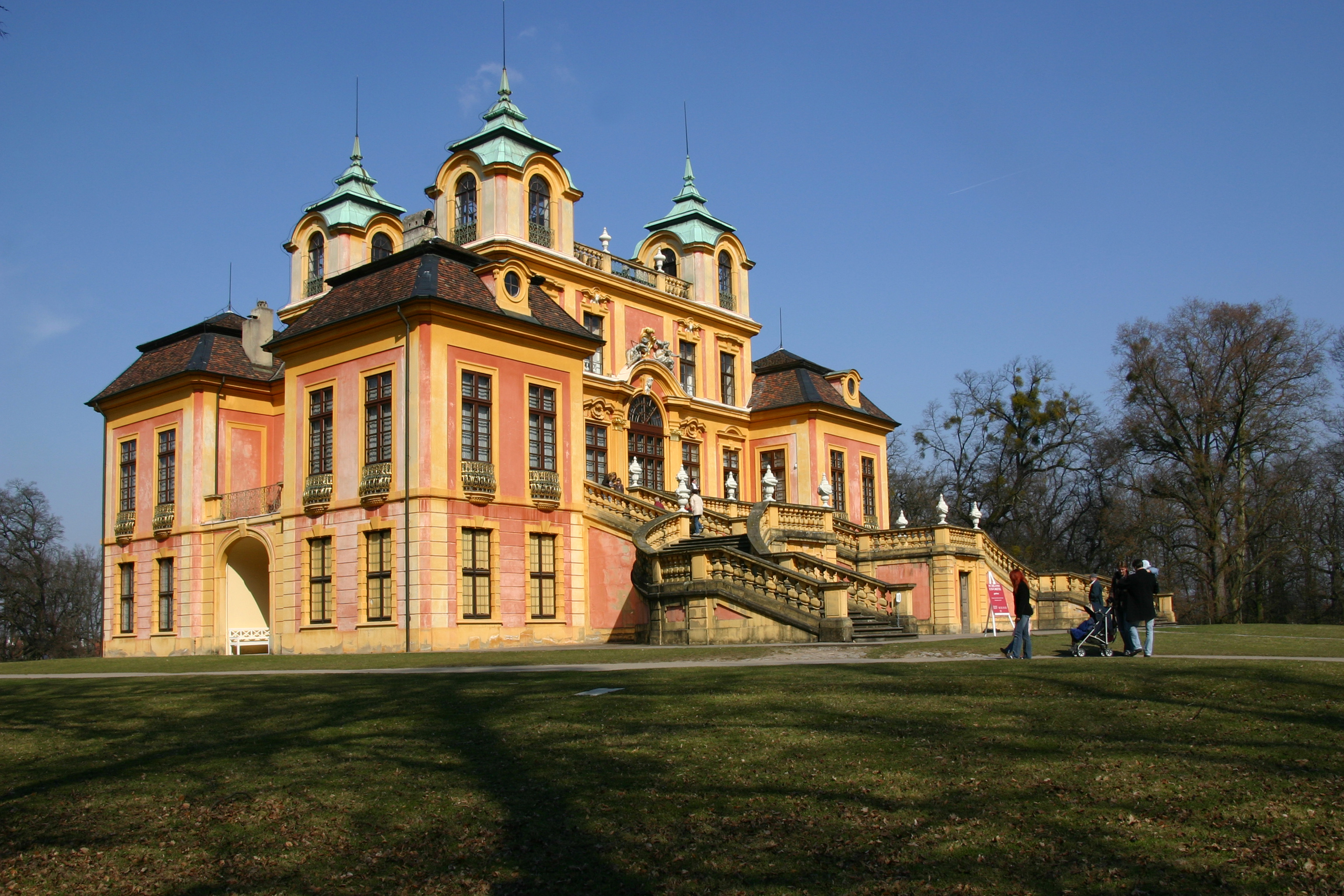
Favorite-kasteel
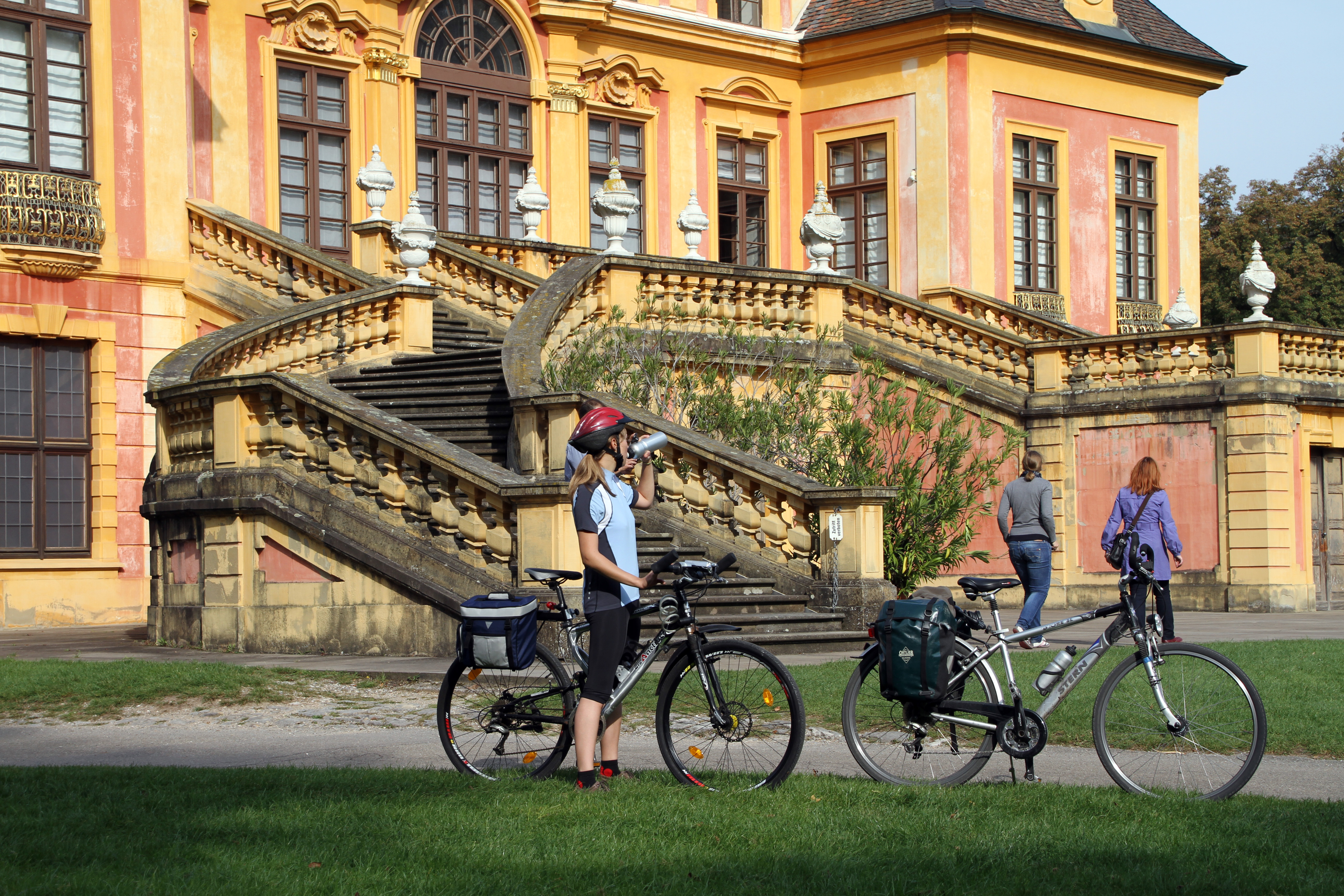
Favorite-kasteel
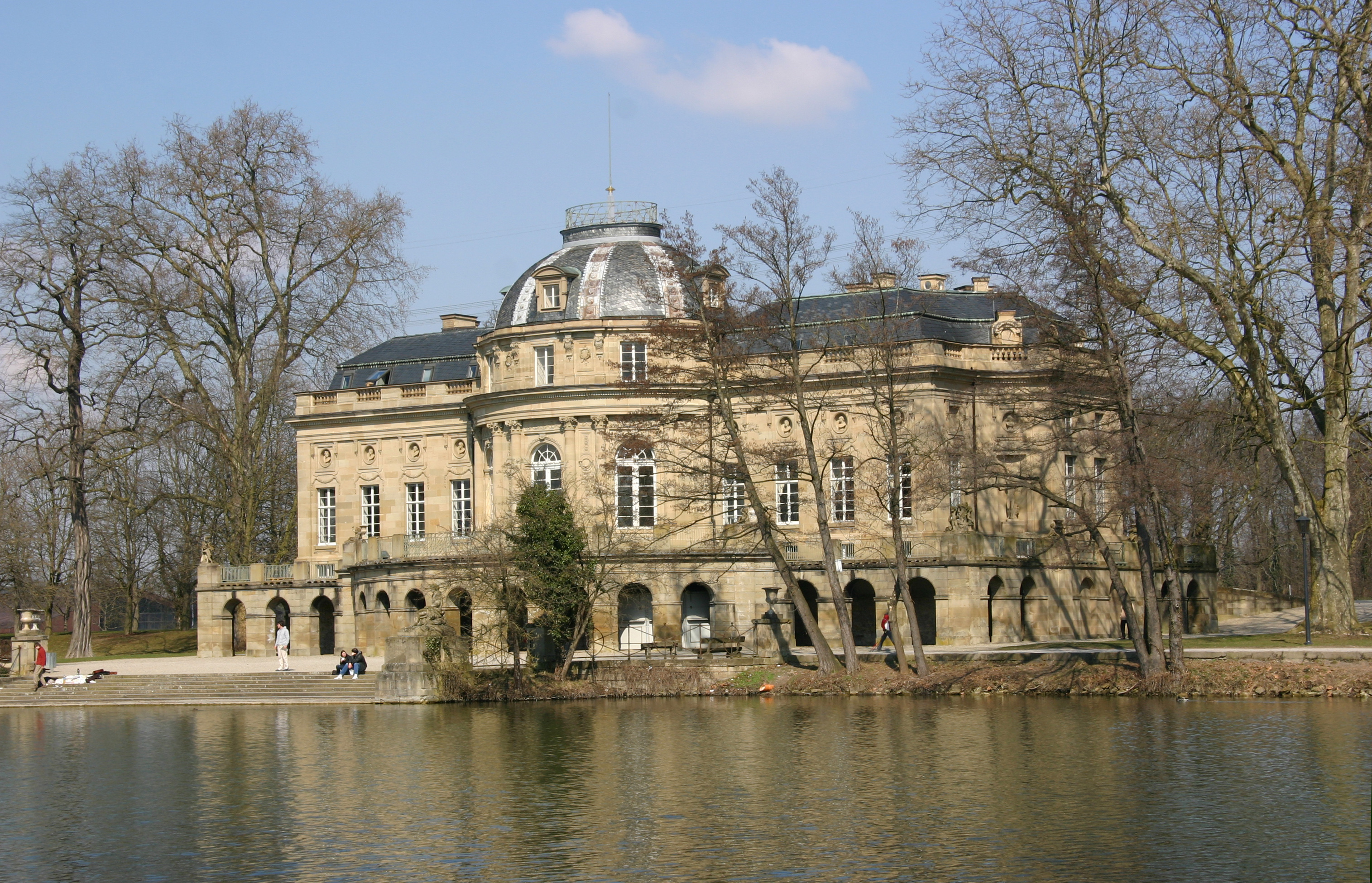
Monrepos-kasteel

Affalterbach · 
Asperg · 
Benningen am Neckar ·
Besigheim · 
Bietigheim-Bissingen · 
Bönnigheim · 
Ditzingen ·
Eberdingen · 
Erdmannhausen · 
Erligheim · 
Freiberg am Neckar ·
Freudental · 
Gemmrigheim · 
Gerlingen · 
Großbottwar ·
Hemmingen · 
Hessigheim · 
Ingersheim ·
Kirchheim am Neckar · 
Korntal-Münchingen · 
Kornwestheim ·
Löchgau · 
Ludwigsburg ·
Marbach am Neckar · 
Markgröningen · 
Möglingen ·
Mundelsheim · 
Murr · 
Oberriexingen ·
Oberstenfeld · 
Pleidelsheim · 
Remseck am Neckar ·
Sachsenheim · 
Schwieberdingen · 
Sersheim ·
Steinheim an der Murr · 
Tamm · 
Vaihingen an der Enz · 
Walheim